# Marco Ruben
Marco Gastón Ruben Rodríguez (ur. 26 października 1986 w Capitán Bermúdez, Santa Fe) – argentyński piłkarz grający na pozycji napastnika, w brazylijskim klubie Athletico Paranaense do którego wypożyczony jest z Rosario Central.

## Kariera piłkarska

### Kariera klubowa
Wychowanek klubu Rosario Central, w barwach którego w 2004 rozpoczął karierę piłkarską. W 2007 przeszedł do River Plate, a w końcu tamtego roku przeniósł do Europy – do klubu Villarreal CF. Trener nowego klubu nie brał pod uwagę młodego argentyńskiego zawodnika w składzie głównej drużyny, więc wkrótce po zawarciu umowy z Villarreal Ruben dołączył w ramach wypożyczenia do innego hiszpańskiego zespołu Recreativo Huelva, w którym rozegrał 1,5 sezonu. W 2009 powrócił do Villarrealu, ale nie potrafił przebić się do podstawowego składu, dlatego grał w drużynie B. Dopiero od sezonu 2011/12 stał się podstawowym piłkarzem głównego zespołu.
W lipcu 2011 za 10 mln euro został kupiony do Dynama Kijów.
16 sierpnia 2013 został wypożyczony do Evian FC, a 20 czerwca 2014 do meksykańskiego Tigres UANL. 24 grudnia 2014 został wypożyczony do Rosario Central. 15 stycznia 2016 argentyński klub wykupił kontrakt piłkarza.
| Sezon   | Klub                     | Kraj      | Rozgrywki        | Mecze | Bramki | Rozgrywki Europy                    | Mecze | Bramki |
| ------- | ------------------------ | --------- | ---------------- | ----- | ------ | ----------------------------------- | ----- | ------ |
| 2006/07 | River Plate              | Argentyna | Primera División | 16    | 3      | –                                   | –     | –      |
| 2007/08 | River Plate              | Argentyna | Primera División | 12    | 4      | –                                   | –     | –      |
| 2007/08 | Recreativo Huelva (wyp.) | Hiszpania | Liga BBVA        | 14    | 4      | –                                   | –     | –      |
| 2008/09 | Recreativo Huelva (wyp.) | Hiszpania | Liga BBVA        | 29    | 3      | –                                   | –     | –      |
| 2009/10 | Villarreal CF            | Hiszpania | Liga BBVA        | 4     | 0      | Liga Europy UEFA                    | 1     | 1      |
| 2010/11 | Villarreal CF            | Hiszpania | Liga BBVA        | 30    | 5      | Liga Europy UEFA                    | 13    | 4      |
| 2011/12 | Villarreal CF            | Hiszpania | Liga BBVA        | 31    | 9      | Liga Europy UEFA                    | 5     | 0      |
| 2012/13 | Dynamo Kijów             | Ukraina   | Premier-liha     | 11    | 1      | Liga Mistrzów UEFA Liga Europy UEFA | 3 1   | 0      |
| 2013/14 | Evian TG (wyp.)          | Francja   | Ligue 1          | 1     | 0      | –                                   | –     | –      |

Stan na: 5 września 2013 r.

### Kariera reprezentacyjna
Ruben zadebiutował w reprezentacji Argentyny 7 lutego 2008 r. podczas wygranego 5:0 meczu z Gwatemalą rozgrywanego w ramach przygotowań do Igrzysk Olimpijskich, w którym to w 43 minucie wpisał się na listę strzelców. Jego oficjalny występ w reprezentacji miał miejsce 5 czerwca 2011 r. w przegranym 2:1 meczu z Polską na stadionie Wojska Polskiego w Warszawie.
| Mecze i gole w reprezentacji | Mecze i gole w reprezentacji | Mecze i gole w reprezentacji | Mecze i gole w reprezentacji | Mecze i gole w reprezentacji | Mecze i gole w reprezentacji | Mecze i gole w reprezentacji |
| #                            | Data                         | Miasto                       | Przeciwnik                   | Gol                          | Wynik                        | Rozgrywki                    |
| ---------------------------- | ---------------------------- | ---------------------------- | ---------------------------- | ---------------------------- | ---------------------------- | ---------------------------- |
| 1.                           | 07.02.2008                   | Los Angeles                  | Gwatemala                    | Gol                          | 0:5                          | towarzyski – nieoficjalny    |
| 2.                           | 05.06.2011                   | Warszawa                     | Polska                       | Gol                          | 2:1                          | towarzyski                   |